# Dipturus melanospilus
Dipturus melanospilus  (лат.) — вид хрящевых рыб семейства ромбовых скатов отряда скатообразных. Обитают в юго-западной и центрально-западной частях Тихого океанов. Встречаются на глубине до 925 м. Их крупные, уплощённые грудные плавники образуют диск в виде ромба со удлинённым и заострённым рылом. Максимальная зарегистрированная длина 77,7 см. Откладывают яйца. Не являются объектом целевого промысла.

## Таксономия
Впервые вид был научно описан в 2008 году. Голотип представляет собой взрослого самца длиной 66,9 см, пойманного у берегов Квинсленда (22°49′ ю. ш. 154°10′ в. д.) на глубине 445—450 м. Паратипы: самки длиной 20,4—60,7 см, неполовозрелые самцы длиной 23,3—34,3 см и взрослые самцы длиной 63—77,7 см, пойманные там же на глубине 239—695 м, а также самки длиной 23,6—51,5 см, пойманные в водах Нового Южного Уэльса на глубине 485—925 м. Видовой эпитет происходит от слов греч. μελανό — «чёрный» и др.-греч. σπίλος — «пятно».

## Ареал
Эти батидемерсальные скаты являются эндемиками вод Квинсленда, Австралия. Встречаются в верхней части материкового склона на глубине от 239 до 606 м. В основном между 300 и 925 м.

## Описание
Широкие и плоские грудные плавники этих скатов образуют ромбический диск с округлым рылом и закруглёнными краями. На вентральной стороне диска расположены 5 жаберных щелей, ноздри и рот. На длинном хвосте имеются латеральные складки. У этих скатов 2 редуцированных спинных плавника и редуцированный хвостовой плавник.
Ширина диска в 1,3—1,4 раза больше длины . Удлинённое и заострённое рыло образует угол 72—82°. Длина хвоста составляет 0,8—0,9 расстояния от кончика рыла до клоаки. Хвост тонкий, округлый в поперечнике. Ширина хвоста в средней части равна 1,3—1,7 его высоты и 1,4—1,9 у основания первого спинного плавника. Расстояние от кончика рыла до верхней челюсти составляет 17—23 % длины тела и в 2,3—2,8 раза превосходит дистанцию между ноздрями. Длина головы по вентральной стороне равна 32—36 % длины тела. Длина рыла в 4,2—5,6 превосходит, а диаметр глаза равен 73—97 % межглазничного пространства. Высота первого спинного плавника в 1,7—2,3 раза больше длины его основания. Расстояние между началом основания первого спинного плавника и кончиком хвоста в 3,2—3,8 раза превосходит длину его основания и в 2,7—3,5 длину хвостового плавника. Брюшные плавники маленькие. У половозрелых самцов длина задней лопасти составляет 15—16 %, а длина класперов 23—25 % длины тела, длина передней лопасти равна 67—71 % длины задней лопасти. Передний край взрослых самцов покрыт узкой колючей полосой. Маларные и затылочные шипы отсутствуют. У самцов и самок хвост покрыт одиночным рядом колючек. Грудные плавники образованы 92—98 лучами. Количество позвонков 136—140. На верхней челюсти имеются 32—37 зубных рядов. Диск ровного серо-коричневого цвета. Чувствительные поры, расположенные на вентральной стороне диска с тёмными краями, на рыле отчётливо видны. Максимальная зарегистрированная длина 77,7 см.

## Биология
Подобно прочим ромбовым эти скаты откладывают яйца, заключённые в жёсткую роговую капсулу с выступами на концах. Эмбрионы питаются исключительно желтком. Самцы достигают половой зрелости при длине 63 см..

## Взаимодействие с человеком
Эти скаты не являются объектом целевого промысла. Глубоководный лов в ареале незначительный. Данных для оценки Международным союзом охраны природы охранного статуса вида недостаточно.